# Cinzano
Cinzano är en italiensk vinproducent som tillverkar vermouth och mousserande vin som sedan 1999 saluförs av Camparigruppen. Drycken har anor tillbaka till 1757, då Giovanni Giacomo och Carlo Stefano Cinzano blandade ett starkvin som smaksattes med örter och kryddor.
Cinzanos vermouth finns i tre typer:
- Cinzano Rosso
- Cinzano Bianco, som är vitare och torrare än Rosso
- Cinzano Extra Dry